# アルメリア
アルメリア（スペイン語: Almería）は、スペイン・アンダルシア州アルメリア県のムニシピオ（基礎自治体）。アルメリア県の県都である。イベリア半島南東部、地中海に面する。アルメリア都市圏の中心地であり、アルメリア・カボ・デ・ガタ、ニハール観光圏の主要都市である。また、コスタ・デ・アルメリアの一部である。カリフのアブド・アッラフマーン3世が955年にこの都市を築き、一時交易で栄えた。アルメリアはヨーロッパの基準からすると、例外的に乾燥した気候をもつ。
近隣の主な都市としては、約100キロメートル北西のグラナダ、50キロメートル西のアドラがある。シエラ・ネバダ国立公園にも近い。

## 地理
アルメリア県はアンダルシア州の最も東側に位置し、アルメリア県都はその南海外線の中に位置する。その面積は296.21平方キロメートルである。
アルメリアの西側にはシエラ・デ・ガドール（ガドール山脈）、北側にはシエラ・アルハミーリャ（アルハミーリャ山脈）がある。それらの山脈の水が流れつくアンダラックス川は、アンダラックスの谷を形成し、南東に流れ出て、平野に形成されている市街地の東側を通り、下流で三角の突端を形成する。アルメリアの東側にはシエラ・デ・カボ・デ・ガタ（ガタ岬山脈）やカボ・デ・ガタ、ニハール自然公園に至るニハール平野が広がる。市街地の南側は地中海に面し、港を擁するアルメリア湾が広がる。アルメリア県は川の東側へ扇形に広がった形をしており、それらの土地の多くが農業用地となっている。
アルメリアはアンダラックス川によって形成された沿岸沖積平野である。最上部の地層は、強度の低い第四紀の沖積堆積物である。市街地は海抜16メートルであるが、アルカサバの丘（86メートル）やトレカルデナスの丘（140メートル）など、市内にはもっと標高が高い場所もある。アルメリアの地はイベリア・マイクロプレートとアルボラン・マイクロプレートの接点であり、その地殻変動は現在でも活発である。アンダルシア南岸の一帯は、アフリカプレートからの押上が原因でたびたび小規模な地震に見舞われており、アルメリアもその例に漏れない。
アルメリアの海岸線は35キロメートルほどで、そのうちの約6キロメートルが市街地にあたる。海岸は川の堆積物である砂で覆われている。砂浜は長大な湾を形成しており、アルメリアだけで16か所もの砂浜がある。そのうちの3か所は市街地の中にある。一方、アルメリア東部には岸壁がそびえている。
なお、アフリカにほど近いアルボラン海のアルボラン島は、アルメリア県の管轄する地域である。

## 人口
2022年時点でのアルメリアの人口は19万9237人で、そのうち男性が9万7026人、女性が10万2211人である。1900年時点では4万7326人であり、この120年間で約4倍の人口となった。平均年齢は41歳で、40歳代の住民が多い。2021年はアルメリアで初めて自然人口減少となり、死亡数が出生数よりも40人多かった。
外国出身の住民は2万6979人で、人口全体の13.54％を占める。外国人の割合は、スペインの自治体の中では特に高いものとなっている。その中でもモロッコ人が1万954人（40.6％）と最も多く、次いでコロンビア人とルーマニア人がそれぞれ6.8％、アルゼンチン人が6.4％となっている。計27か国以上の外国出身者がアルメリアで暮らしている。

## 気候
ケッペンの気候分類では、アルメリアの都市部の気候は温暖乾燥気候（ステップ気候）に分類される。一方、アルメリア東部では4つの気候に分類される。海岸地域とステップ平野は温暖乾燥気候であり、アルメリアの中標高地域は寒冷半乾燥気候、高標高地域は地中海性気候であるが、アルハミーリャ山脈の最高標高地域は例外で、地中海性海洋性気候に分類される。
月ごとの気温差はほとんどなく、最も寒い1月は9-17℃、最も暑い8月は23-31℃の間で気温が変動する。気温が40℃以上になることは滅多にないが、サハラからの高温気団の影響で稀に起こることがある。最高気温の記録は2019年7月6日に発生した高温気団の吹き出しによるものであったが、この現象はわずか30分しか続かなかった。冬は非常に温暖で、夏は暑い。アルメリアはヨーロッパ大陸で唯一氷点下を記録したことのない都市であり、最低気温の記録は0.1℃である。
年間平均日照時間は2,994時間で、完全な晴天日は108日を数えるため、ヨーロッパで最も日照時間の長い都市のひとつである。平均湿度は65％で、年間平均雨天日数は26日、11月が最も雨の多い月である。平均降水量は200ミリメートルで、これはスペインで最も少なく、ヨーロッパでも最も少ない降水量である。冬の期間、少ないながらも降雨がある。
アルメリアはヨーロッパ大陸で最も乾燥した都市であり、地中海沿岸でも最も乾燥した都市のひとつであるが、集中豪雨が毎年のように発生し、アルメリアに被害を与えている。1973年の大雨は洪水を起こし、一帯で十数人の死者が発生した。また、1800年代には何度も洪水があったことが記録されている。1891年9月には大規模な洪水が発生し、約2,000戸の住宅が流され、数人の子供を含む20人が犠牲になった。
アルメリアの夏は6月末から9月末までで、海水温度が22-26℃となるこの時期が海水浴に適している。冬は11月末から3月末までであり、冬期の海水温度は平均17℃となる。2月になると海水温度は15℃まで下がる。アルメリアは爽やかで、風の日や曇りの日が多い。観光に適しているのは5月から7月、10月である。

## 産業

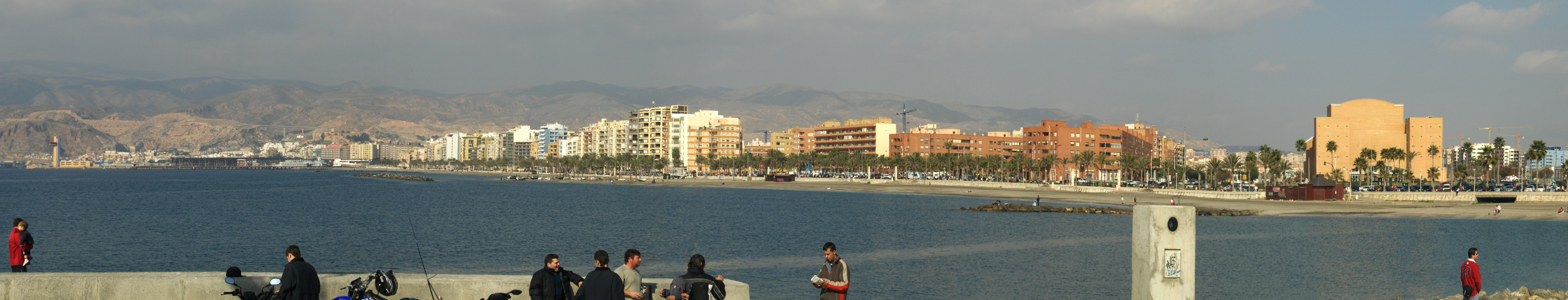
海岸

地中海のアルメリア湾に面する港湾都市であり、缶詰製造などの産業が発展している。白アルメリアブドウの生産が有名で、そのほか製塩、美しい大理石の切り出しでも知られる。

## 歴史

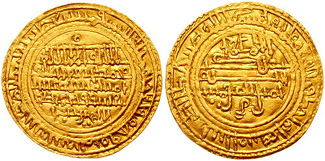
イスラーム金貨

### 先史時代
アルメリア北西部にあるサンタ・フェ・モドゥハルには、青銅器時代のロス・ミジャレス遺跡がある。これはイベリア半島最古の居住地跡で、紀元前5000年以前から存在していたとされる。また、アルメリア北部のベナジャダックスにもロス・ミジャレス遺跡があり、これは紀元前2500-2000年のものとされる。また、エル・アルガルと名づけられた青銅器時代の文化圏が、紀元前2300-1500年ごろまでアルメリア一帯に存在していた。
これら内陸部の地域（現在のペチナ）では、ウルチ（Urci）またはウルキ（Urki）（紀元前5世紀から2世紀）と呼ばれる集落がイベリア原住民によって形成されていた。また、海岸付近に小規模な居住地が点在したことが分かっており、その痕跡はアルメリアの随所で見つかっている（当時の海岸線は現在よりも内陸部にあったと考えられる）。

紀元前8世紀にはフェニキア人が植民地を形成し、アブデラ（現在のアドラ。県西部）とバリア（現在のビジャリコス。県東部）が最も重要な町となった。いずれも商業と漁業の中心地であり、ギリシア人航海士との交易を維持していた。フェニキア人の支配がカルタゴ人の支配へと変わったのは、フェニキア人の文明がイベリア半島南西全域にまで広まったときで、この支配は紀元前209年の第二次ポエニ戦争によって消滅する。フェニキアとカルタゴ時代の遺跡はベラやロス・ベレス、ダリアスにいくつも残っている。

### ローマ時代
アルメリアは、スキピオ・アフリカヌスのカルタゴに対する作戦の途中でローマ帝国の手に落ち、ヒスパニア・ウルテリオル（イベリア半島南西部のローマ領）の一部となった。そして、イベリア半島南部で最も重要な港のひとつとなった。ローマは領土の組織化、交通網、税金制度を整えて、マカエルの大理石の大理石に代表されるような鉱物資源を計画的に開発した。現在のアルメリア郊外には、ローマ時代のバイヤナ街道の遺構がある。
かつてウルチ（Urci）またはウルキ（Urki）と呼ばれた町はガイウス・プリニウスによって『博物誌』で言及されているほか、エル・エヒドと思われる場所を「偉大な港」（現在のアルメリアから西方40キロメートルにある）とローマ人が呼んだりもしている。アルメリアからはローマ時代の遺物として数多くの良質な陶磁器が発掘されており、これらの陶磁器は1世紀から7世紀に至るまでの幅広い年代のものである。こうした陶磁器が発掘されたことは、アルメリアが居住地として長期間使われていたことを証明するものである。
その後、西ゴート王国が南下してイベリア半島に住み着き、560年にはトレドに首都を置いた。東ローマ帝国は554年ごろまで地中海一帯を影響下に置いていた。この一帯では、ローマ帝国末期からキリスト教が広まりはじめたという。

### イスラム時代

#### 初期
711年、アフリカ北岸からのウマイヤ朝の侵入により西ゴート王国が滅亡した。ダマスカス出身のアブド・アッラフマーン1世（Abd al-Rahman I、756-788）はアッバース朝を逃れて756年にコルドバで即位し、後ウマイヤ朝を築いた。そのあと、彼はウルチ（現在のBenahadux、アルメリア北部）に見張塔を造るよう命じた。
後のムハンマド1世時代の884年、北アフリカからのイスラム勢力がペチナ（アルメリア北部、バヤナとも呼ばれる町）に到着し、イエメン人、ユダヤ人、モサラベ人とともに居住地を形成した。もともと敵対していた彼らは891年に合意を成して「海洋共和国」（891-955年）を作り、モスクを囲うようにできていた町を城壁で防護した。この国は政治的・軍事的に自由な立場にあり、商業で成功を収めた。彼らは絹製品や麻、農産物や工芸品、奴隷貿易などで地中海東部までの間を往来した。

#### 発展期
後ウマイヤ朝のアブド・アッラフマーン3世はモサラベ派の反乱軍との戦いで勝利した後の955年、ペチナに「都市」の称号を与えた上で、大規模な防壁や見張塔の建設を指示した。見張塔はアルカサバの頂上と（現在の）第3の囲いの中に建設された。また、王はこの町をイエメン人部族のアベンセラへスに監視させた。やがて大モスクが建立され、城壁が築かれ、要塞に併設された。城壁に囲まれた居住区がつくられ、そこには貯水場や高級店街、波止場や青空市場などが集中した。
このようにしてバヤナ（Al-mariyat Bayyana）の町が建設されていき、現在のアルメリアの基礎となった。この見張塔にちなんでアル・マリヤット・バヤナ（ペチナとも）という、アルメリアの語源となる名称が生まれた。町の拡張と要塞化はノルマン人などの海賊行為から町を守る必要性と、後ウマイヤ朝と対立していたチュニジアのファーティマ朝の攻撃に備える必要性から行われた。
当時、海岸近辺の地域はラ・メディナ、アル・ハウド（現在のラ・チャンカ区）、ラ・ムサラ（「祈祷所」の意味）という3つの区に分かれていた。また、出身地や信仰、商売によって住人はグループ化され、別々の居住地を形成していた。
ヒシャーム2世の死後（1013年）、コルドバを中心とする後ウマイヤ朝カリフが崩壊したことで、アル・マンスールの部下であったハイランがこの都市を支配した。彼は20日間にわたって都市を包囲した後、アルカサバの城を陥落させて入城した。1014年には自ら国王の座に就き、タイファ・アルメリア（小王国）（1014-1091年）の初代国王となった（在位1014-1028年）。彼は遠征もした一方で、アルメリアにおいては城壁（ハイランの城壁）を築いた。1028年、彼は遠征先でこの世を去った。

#### 最盛期
1038年、アルメリア小王国は隣国のヴァレンシア小王国に征服されたが、1044年にその支配から解放された。アルモタシン（1037-1091年）は父国王の死後、1051年に14歳で即位した。このころの40年間は、アルメリアが最も繁栄した時代であった。当時のアルメリアの主な産業は絹織物であり、約1万軒の機織り場があったという。その製品は高品質で豊富な種類を有していたため、各地に向けて輸出もされた。
その他にも多様な産業があり、金属やモザイク、陶業や銅製品、製塩や乾燥果物などがあり、チュニジアやエジプトで喜ばれていた。この時期の都市部では泉、井戸、水路、王宮などが建設された。アルモタシン王は彼自身が詩人であり、その小さな宮廷で文人や詩人を養うなどして、短期間ながらもアルメリアにおける文化の開花に繋がった。

#### 衰退期
1085年、キリスト教を信仰するカスティーリャ＝レオン王のアルフォンソ6世がトレドを占領。この事態を懸念したセビリア、グラナダ、バダホスのタイファ王たちはムラービト朝の支援を要請した。アルモタシン王もムラービト朝の支援を要請したが、イスラム教国にもキリスト教諸国にとっても、アルメリアは重要な地であった。ムラービド朝は1086年にアルヘシラス経由でイベリア半島に侵入し、サグラカスの戦い（サラカの戦い）でカスティーリャ＝レオン王を破った。1091年、最後の王であるアフマド・ムイズ・アド・ダウラが死去した数か月後、紛争によるこの小王国の弱体化を目の当たりにしたムラービド朝は、アルメリア小王国を征服して消滅させた。
その後、キリスト教勢力はアルメリアに侵攻し、1147年、アルフォンソ7世の指揮の下、アラゴン人、カタルーニャ人、ジェノヴァ人、ピサ人、カスティーリャ人の軍隊によって征服された。一方、現在のモロッコ地方から興ったムアッヒド朝は1147年にムラービト朝を滅ぼし、アル・アンダルスに進出して他の主要なイスラム都市を手中に収め、1157年にアルメリアも征服した。キリスト教によるアルメリアの支配は10年間のみであったが、この占領によって軍事的・商業的な栄華は決定的な終焉を迎えた。また、この時代のアルメリアの絹や織物産業は、後にピサやフィレンツェなどへ伝えられていった。
ムワッヒド朝の後、13世紀にナスル朝時代が始まり、アルメリアはナスル朝王国が抱える長期の内戦に巻き込まれた。1488年と1489年の戦役を経た1489年12月26日、カスティーリャ軍がアルメリアに入城し、その支配下に入ることとなった。

### 中世

#### 15世紀
1487年に発生した地震やグラナダ王国末期の内紛で大きな被害を受けたため、防衛基盤を整備する必要性が生じていた。また、火器の発達による攻撃に対応させる必要もあったため、カスティーリャ王国の支配下に入った後、第2の郭に改良が加えられ、アルカサバに第3の郭が新設された。

#### 16世紀
16世紀に入ると、北アフリカからの海賊襲来が地中海岸で多発したことを受けて、住民はさらに内陸部（現在の県域）へ移住した。1522年、アルメリアを震源とする震度7の大地震が発生し、町全体が大きな被害を受けた。特にユダヤ人地区、アルカサバ、モスク、港、ラ・チャンカで被害が甚大であった。この地震で約2,500人もの死者がいたとされる。一方、町が地中海中部に位置するのが原因で、外洋に通じる新大陸への貿易ルートとは縁のない状態にあり、アルメリアの港の被災も相まって経済的発展から立ち遅れた。
16世紀後半にはアルプハラスの反乱と呼ばれるイスラムから改宗したキリスト教徒たちの反乱が起こったが、1567年にガルシア・デ・ビジャロエルが反乱軍から町を守ることに成功した。

#### 17世紀
震災後、旧市街は東側に拡大し、その郊外に新たな大聖堂の建設が始まり、新しいアルメリアの誕生とキリスト教都市としての修道院的性格がもたらされた。城壁の周囲は、現在のアルメリア市中心部にあるプルチェーナ門（Puerta de Purchena）と遊歩道に達する場所まで整備が行われた。現在のコンスティトゥシオン広場（当時はジュエゴ・デ・カニャス広場と呼ばれていた）には、1656年に市庁舎が建設された。この時代にサン・フランシスコ、サント・ドミンゴ、ラ・トリニダーなど、さまざまな教会や修道院が建てられた。ラス・プラスやラス・クラウスなどの教会は現存するが、そのほかの教会は現存しない。こうした興隆のさなか、1658年の大晦日にアルメリアは再び地震に見舞われた。

### 近代

#### 18世紀
18世紀に入ると、17世紀から続いていたバルバリア海賊の襲撃が減少した。その影響により社会経済状況が改善され始め、農業や海上貿易が盛んになっていった。漁業技術も完成され、鉱業も盛んになった。その結果、城壁の内外で市街地化が進み、新しい居住区が作られ、通りが整備された。現在のグラナダ通りに面するラス・クルーセス（現在のアルファレロス地区と闘牛場に重なる）、ベレン通り付近のバリオ・ヌエボ、同名のランブラス通りの入口にあるラス・アルマドラビージャスなどがその例で、主に漁師の家族が暮らしていた。

#### 19世紀
19世紀はそれまでの2世紀の間に進んでいた緩やかな回復の延長線上にあり、また、世紀末には貿易の開放によって鉱業と農業が成長する時代となった。政治面ではナポレオン1世軍の侵略を撃退する半島戦争（またはスペイン独立戦争）を経て、1814年にフェルナンド7世が王となり、絶対王政を敷いた。

##### イサベル2世の治世下
フェルナンド7世の没後、娘のイサベル2世（1833-1868）の治世となり、スペインにおける自由主義体制が確立された。1833年、アルメリア市は新たに創設されたアルメリア県の県都として指定され、旧来のグラナダ王国から切り離された。このような中、メンディサバル首相により法制化（永代所有財産解放令、Desamortización de Mendizabal）が進み、旧来の宗教組織が所有していた多くの土地が自由化、販売（1836年）されることにより、城壁に囲まれた広大な空間が利用されるという、重要な都市改造をもたらした。
さらに、1855年には城壁の取り壊しによって東側への都市拡張が可能になった。この拡張の間にパセオ・デ・アルメリア（Paseo de Almería）やプルチェーナ門（Puerta de Purchena）が建造され、新しい街造りが進められた。1862年10月20日、王妃夫妻は他のアンダルシアやムルシアの都市を旅行する途中でアルメリアも訪問した。

##### 第1次共和制以降（1873年以降）
さまざまな国内問題によってアマデオ王が1873年2月に退位した後、共和制が宣言された（スペイン第一共和政）。第1次国際労働者教会（第一インターナショナル）の影響を受けた勢力により、7月12日からカルタヘナ（現ムルシア州）の連邦（カントン）主義者による蜂起が起こり、半島南部に蜂起が拡大した（カルタヘナ・カントン事件）。カルタヘナには地中海で重要な海軍基地があったため、コントレラス将軍は南岸のいくつかの市を蜂起側に引き入れようとし、7月28日、アルマンサとヴィトリアの2隻の駆逐艦に海兵たちを乗せて出港した。アルメリア市当局は事前に協議をしており、共和国軍1,400人とともに防衛することを決めており、市民の多くは郊外へ逃れた。29日にアルメリア沖に到着した蜂起軍は上陸用の船を出し、市の権力者を招聘して交渉に取り組んだ。蜂起側は正規軍を市から退去させることや、カントン主義への賛同について市民に自由な決定をさせること、義援金として当時の10万ドウロを納めることなどを要求した。
30日の朝から4度にわたって駆逐艦からアルメリアの防衛線と軍事施設に対する砲撃が始まり、アルメリアは応戦した。市は頑なに降伏しなかったため、コントレラス将軍は同日の夜7時、グラナダ沿岸のモトリルに向けて進路を取った。アルメリア市は建物に多少の被害を受けたが、人的被害は免れることができた。この年の7月半ばから9月初めまで、アルメリア県出身のニコラス・サルメロンが共和国大統領を務めた。

##### ボルボン王政時代の復興（1874年 - 1931年）
1885年からコレラが流行したことで、公衆衛生への配慮を要することから、市街地への水の供給が必要となった。アルハドゥラ周辺からサンタ・イサベルの貯水場まで、新たに設けられた地下水路を通じて水が供給されるようになった。このころから鉄鉱やブドウ、柑橘類の輸出が盛んになり、安定した経済復興が可能になった。これに伴い、初めての電話線の敷設（1888年）、発電所（1890年）、鉄道駅（1893年）、港湾の再構築（1908年）などのインフラ建設が次々と行われた。また、外資によってアルキフェ鉱山（グラナダ県）での鉄鉱石採掘が興隆し、生産物の船舶輸送の必要性からイギリス製の桟橋Cable Ingles（1904年）、その後にフランス製の桟橋Cable Frances（1920年）が建設され、鉄道が強化された。
しかしながら、20世紀初頭にはこれらの産業が後退し、深刻な不況に陥った。

##### スペイン内戦（1936年 - 1939年）
スペイン内戦中の1937年5月31日、アルメリアはドイツ海軍による砲撃を受けた。これは当時スペイン東岸部の不介入的哨戒活動のために派遣されていたドイッチュラント級装甲艦ドイッチュラントが、5月29日に共和派空軍の爆撃に遭って96名の死傷者を出し、それに激怒したアドルフ・ヒトラーが、ドイッチュラントとともに派遣されていたアドミラル・シェーアを使って、共和派海軍の根拠地であったアルメリアに報復の攻撃をするよう命令したからである。アドミラル・シェーアは駆逐艦4隻を伴ってアルメリアを攻撃し、これによって市民側に死傷者が出たほか、建物が破壊されるなどの被害が生じた（アルメリア砲撃）。
1937年1月からの構想により、16か月をかけてアルメリアに防空壕が建造された。廃線になった鉄道の用材も建造に利用され、約4万人を収容できる防空壕が完成した。この防空壕は2006年に修復され、ヨーロッパで特に保存状態の良いもののひとつとして知られている。

## 交通

### 陸上交通
高速道路A-7号線とA-92号線がある。

### 海上交通
地中海に向かって南方に開いているアルメリア港は、アフリカ北岸のスペイン領メリリャ、モロッコ（ナドル）への航路があり、地中海の観光クルーズの寄港地になっている。レジャー用マリーナもあり、自家用レジャーボートの係留が可能である。1990年代半ばから拡張され続けている。高速7号線（A-7）の438番出口から港へ行くことができる。港の一帯には漁港（西側）や物流拠点、フェリー発着桟橋やレジャー施設（東側）がある。

### 空港
郊外にアルメリア空港があり、マドリード、ロンドン、ブリュッセルなどに定期便が就航している。

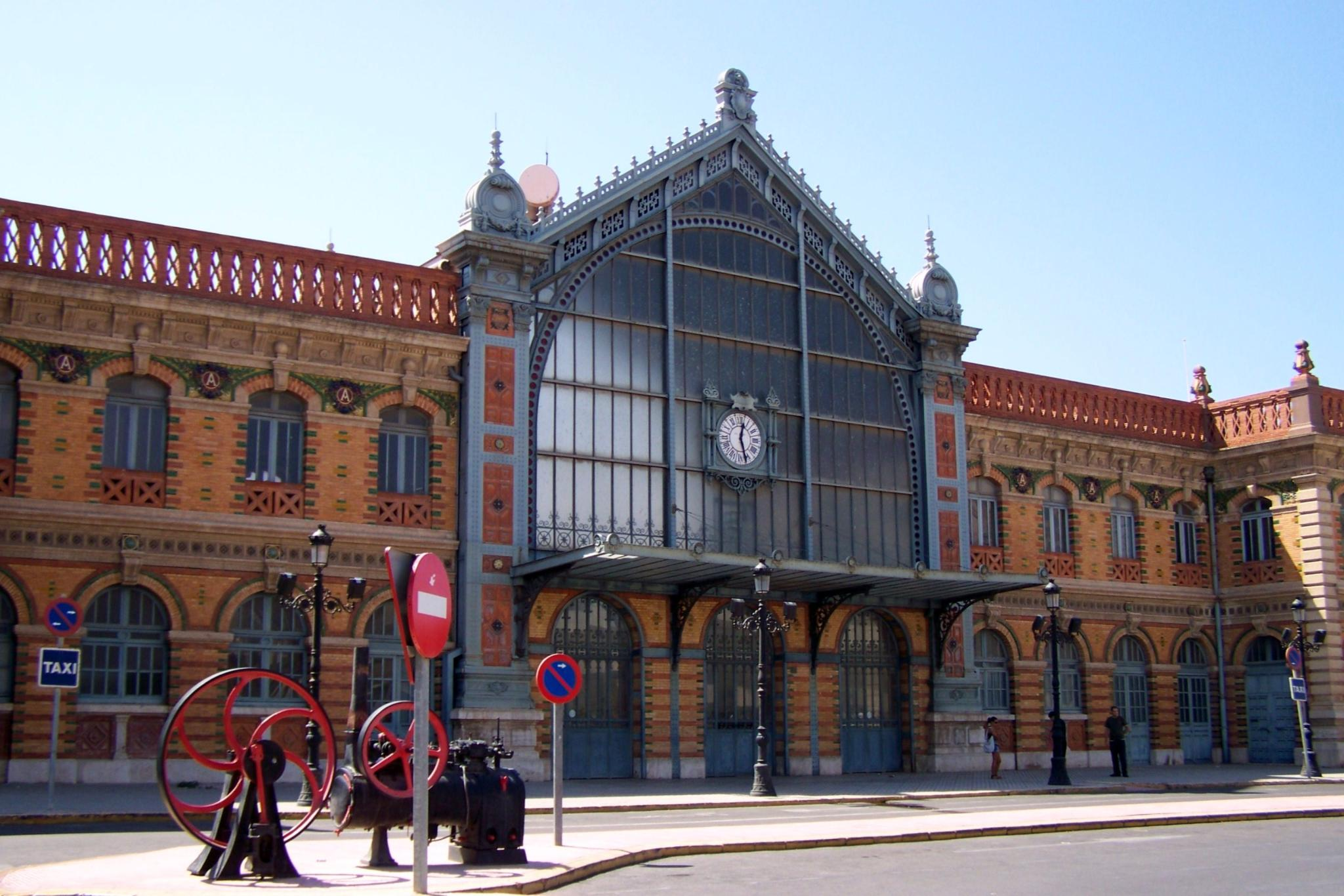
エッフェル設計の駅舎

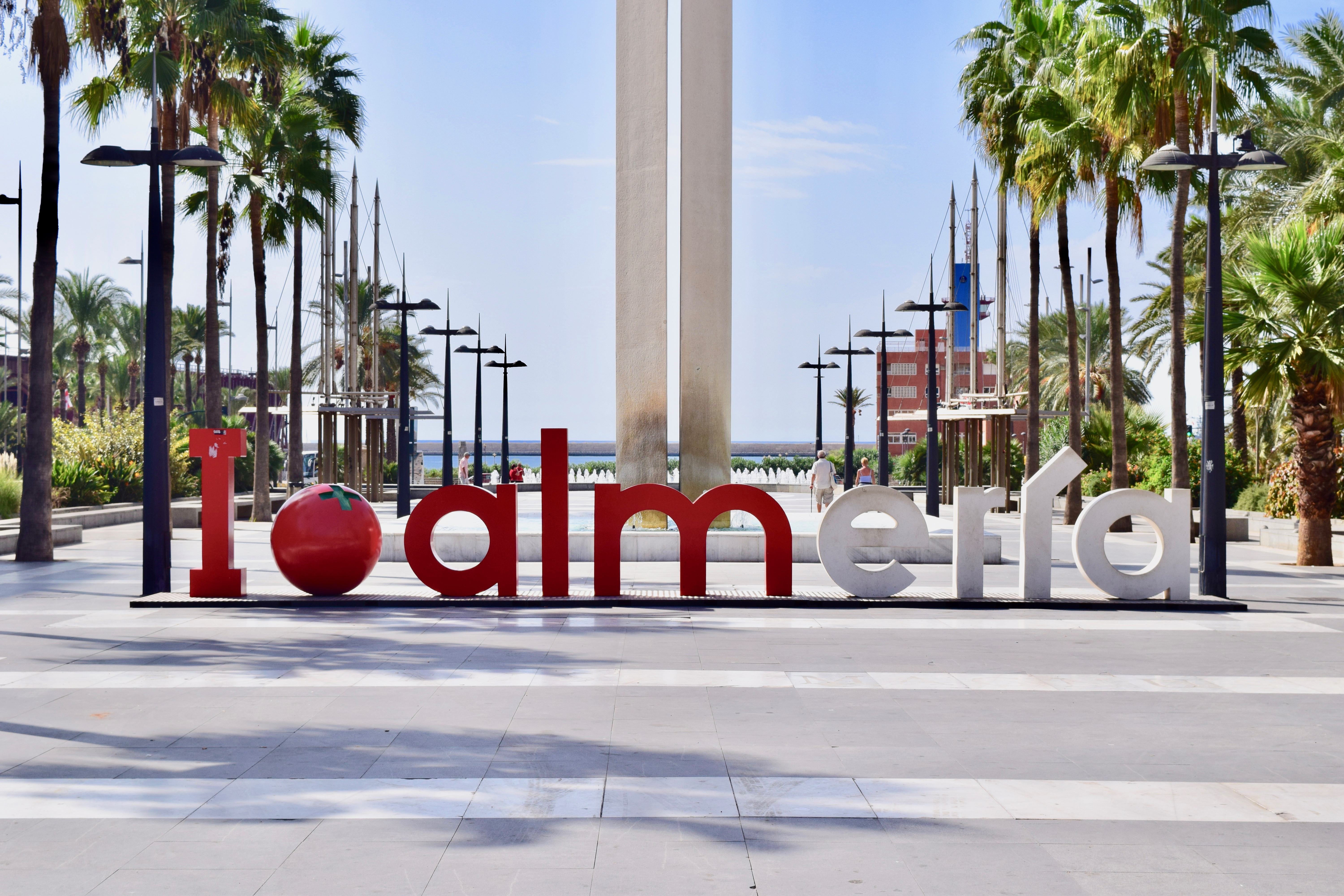
広場

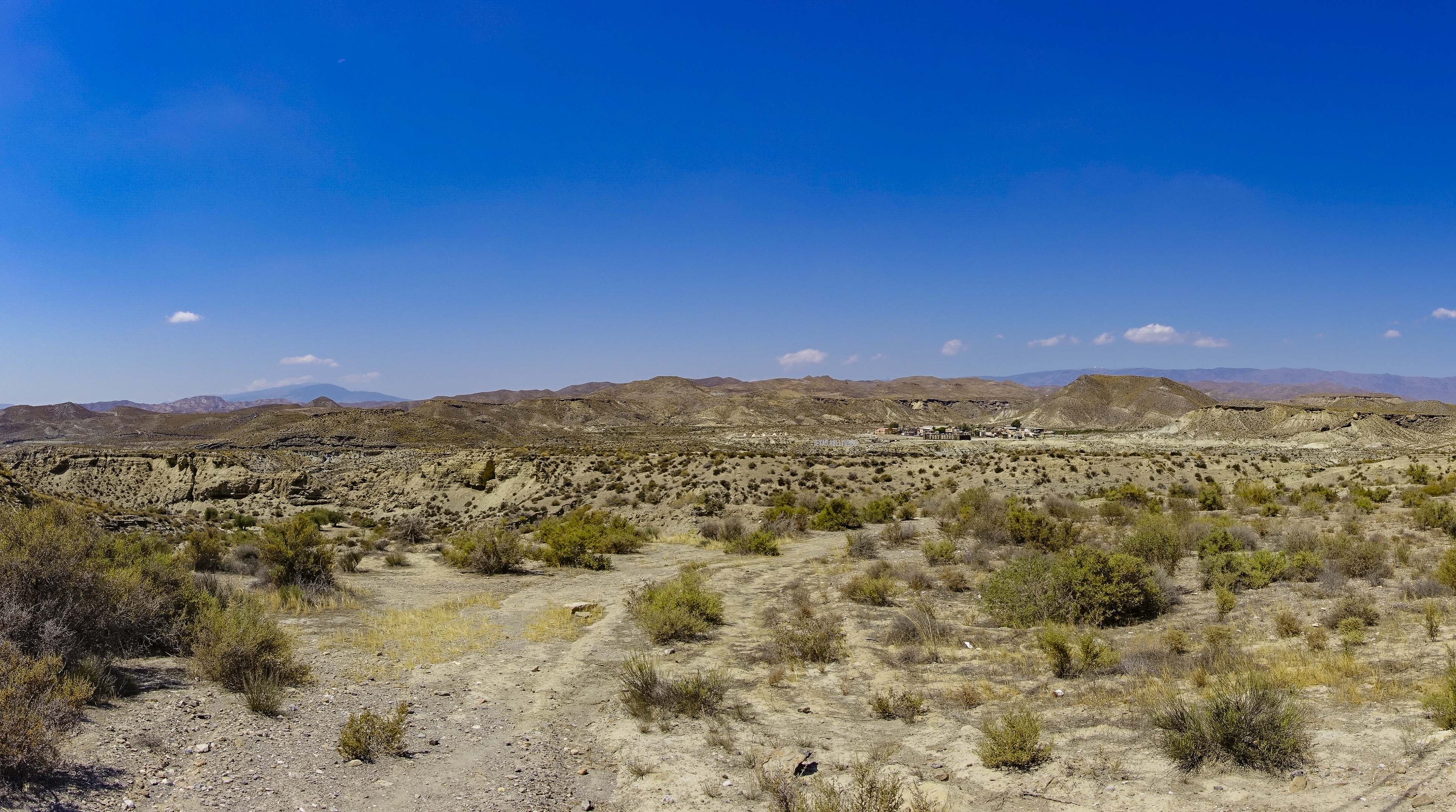
タベルナス砂漠

## 文化遺跡と見どころ
- アルカサバ城塞とハイランの城壁 - ラ・アルカサバやハイランの城壁などがアル・アンダルス時代のアラブ文化、歴史的遺物として残されている。これらは10世紀から建設された中世の要塞である。1522年に地震で損傷。1931年6月にスペインの歴史財産として指定された。2018年には約30万人が訪れている。
- アルメリアの鉄道駅 - 1893年に完成し、1895年から使用。19世紀末の流行であった鉄とガラスを用いた様式の駅舎である。2000年から使用されなくなって駅が移転し、現代的なデザインの駅舎に変わった。
- タベルナス砂漠（英語版） - アルメリア市の北方31キロメートル（アルメリア県）にあるヨーロッパ唯一の砂漠である[14]。1960-1970年にかけて300本以上の映画撮影が行われた場所で、「ヨーロッパのハリウッド」と呼ばれた。その映画のほとんどは、砂漠の風景を利用した西部劇映画（マカロニウエスタン）であった。映画、ビデオ、コマーシャル撮影などで現在も使われることがある。ウエスタン風の建物などが現存。『インディージョーンズ』、『クレオパトラ』、『続・夕陽のガンマン』なども撮影された場所で、当時の有名スターが何人も訪れている。三船敏郎とアラン・ドロン共演の『レッド・サン』（1971年）も一部ここで撮影を行われた。1989年から自然保護景勝地に指定。3重の壁で保護されており、その壁の内側には巨大な庭園がある。
- アルメリア小王国の旗 - アラブ時代のアルメリア小王国の旗に関して、1051年に書かれた詩の中で、アルカサバ城に翻る旗は「緑の旗で白い帯」と記述されている。これはヨーロッパで最古の旗であるとされる。11世紀当時、このアルメリア小王国の旗を模倣した国が複数あった。この旗のデザインは、1918年に制定されたアンダルシア州の旗に受け継がれている[15]。
- アルメリア一帯のグリーンハウスの景観 - この一帯では、農作物栽培のグリーンハウス面積が1960年代から年々拡大している。現在では約3万ヘクタールの畑がプラスチックやガラスで覆われており、「アルメリアのプラスチックの海」と呼ばれる。人工衛星から見ると、太陽の光によって全体的に白くなっている。このアルメリア一帯のグリーンハウスは、宇宙から確認可能な人工物である万里の長城よりも視認しやすいものとなっている[16]。

アルカサバ城塞

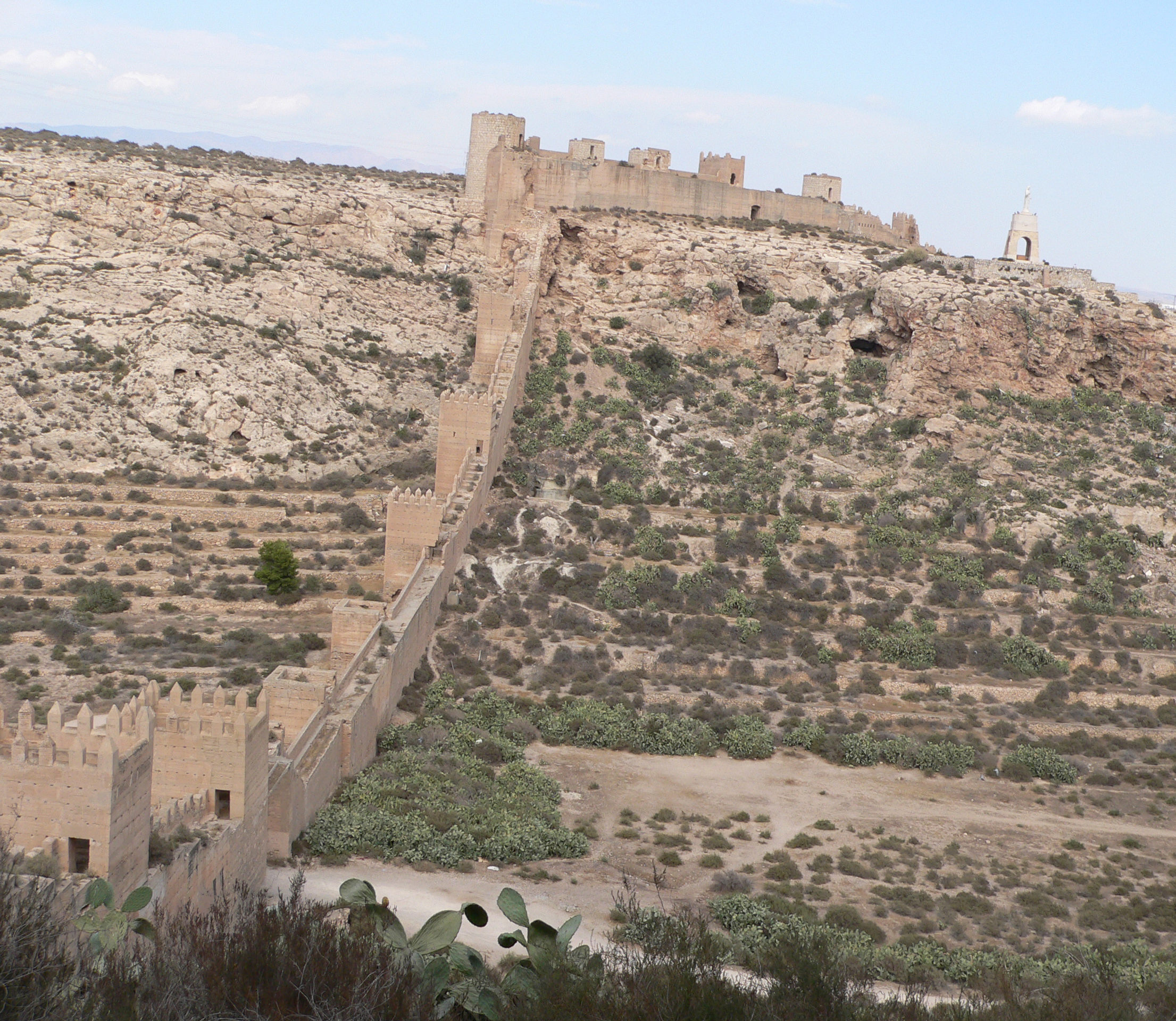
城壁

- ガタ岬
- シエラネバダ山脈
- コスタ・デル・ソル

## スポーツ
サッカークラブのUDアルメリアはアルメリアに本拠地を置いている。

## 姉妹都市
| - アイウン、西サハラ - ブローニュ＝ビヤンクール、フランス - カスペ、スペイン - シエゴ・デ・アビラ、キューバ - コチャバンバ、ボリビア - エンセナーダ、メキシコ - ハカ、スペイン - レイテ州、フィリピン - メリリャ、スペイン | - ナボホア、メキシコ - ノイヴィート、ドイツ - オラン、アルジェリア - オバレ、チリ - ラシュタット、ドイツ - サン・フアン・デル・スル、ニカラグア - サン・ラファエル、アルゼンチン - テカテ、メキシコ - ベラクルス、メキシコ - ビリャ・シスネロス、西サハラ |